# Червонопоповский сельский совет
Червонопоповский сельский совет (укр. Червонопопівська сільська рада) — входит в состав
Кременского района
Луганской области
Украины.

## Населённые пункты совета
- с. Голиково
- с. Песчаное
- с. Червонопоповка

## Адрес сельсовета
92924, Луганська обл., Кремінський р-н,
с. Червонопопівка, вул. Леніна, 1; тел. 9-52-33 (укр.)